# Phyllis Thaxter
Phyllis Thaxter (ur. 20 listopada 1919 w Portland, zm. 14 sierpnia 2012 w Longwood) – amerykańska aktorka filmowa i telewizyjna.

## Filmografia
seriale
- 1947: Kraft Television Theatre
- 1953: Letter to Loretta jako Dinah / Laurie
- 1969: Marcus Welby, lekarz medycyny jako Kate Tannahill
- 1984: Napisała: Morderstwo jako Emily Weymouth

film
- 1944: 30 sekund nad Tokio jako Ellen Lawson
- 1950: Mieć i nie mieć jako Lucy Morgan
- 1957: Man Afraid jako Lissa Collins
- 1978: Superman jako Martha Clark-Kent

## Wyróżnienia
Ma swoją gwiazdę w Hollywoodzkiej Alei Gwiazd.